# Nikolái Podgorni
Nikolái Víktorovich Podgorni (en ruso: Николай Викторович Подгорный) (5 de febrerojul./ 18 de febrero de 1903greg. - 12 de enero de 1983) fue un político soviético, quien se desempeñó como Presidente del Presídium del Sóviet Supremo de la Unión Soviética entre 1965 y 1977. 
Ingeniero, titulado en el Instituto Tecnológico de la Industria Alimentaria de Kiev, fue viceministro para la Industria Alimentaria de la RSS de Ucrania, y en 1950 entró a formar parte de la dirección del Partido Comunista de la Unión Soviética (PCUS). Fue elegido miembro de su Comité Central en 1956 y del Politburó en 1960. Así mismo, fue Secretario General del Partido Comunista de la RSS de Ucrania. 
En 1965 sucedió a Anastás Mikoyán al frente del Presídium del Sóviet Supremo, cargo equivalente al de jefe de Estado de la Unión Soviética. En 1977 fue relegado de su cargo ante el poderoso Leonid Brézhnev y expulsado del Politburó.

## Biografía

### Primeros años
Nació el 18 de febrero de 1903 en Karlovka, Imperio ruso, en el seno de una familia obrera. En 1917, después de la Revolución Rusa, se convirtió en cerrajero, en un taller de Karlovka, siendo uno de los creadores de la rama local del Komsomol en la ciudad. Fue secretario de dicho comité entre 1921 y 1923. Ese mismo año, ingresó a la Instituto Politécnico de Kiev, de donde se graduó en 1926. En 1930, ingresó como miembro al Partido Comunista. Un año después, en 1931, se graduó del Instituto Tecnológico de la Industria Alimentaria, y comenzó a trabajar en la industria azucarera en Zhitómir. Fue ascendido a ingeniero jefe de dicha fábrica en 1937, y en 1939 como ingeniero jefe de una fábrica en Kámenets-Podolski. 
En 1939, se convirtió en Comisario del Pueblo adjunto para la Industria Alimentaria en la RSS de Ucrania, y un año después, en Comisario del Pueblo adjunto para la Industria Alimentaria de la Unión Soviética. Fue removido de su cargo por orden de Anastás Mikoyán, a causa de su supuesta desobediencia a la orden de evacuación de una fábrica de azúcar en gestión en la primera línea.

### Carrera política
En 1942, durante la Segunda Guerra Mundial, Podgorni se convirtió en director del Instituto Tecnológico de la Industria Alimentaria de Moscú. En 1944, restauró la república constituyente tras la guerra, y se le reasignó su cargo como Comisario del Pueblo para la Industria Alimentaria de la RSS de Ucrania, y además fue designado representante permanente del Consejo de Ministros de la RSS de Ucrania ante el Consejo de Ministros de la Unión Soviética. Entre 1950 y 1953, fue primer secretario en el Comité Regional de Járkov, y en 1953, segundo secretario del partido comunista de la república.
En 1957, fue designado como Primer Secretario del Partido Comunista de la República Socialista Soviética de Ucrania, y en este cargo, Podgorni trabajó en la reorganización y modernización de la economía de la república, que había sido destruida durante los años de guerra. Trabajó para aumentar la tasa de producción industrial y agrícola y para mejorar el bienestar de las personas. Prestó especial atención a la mejora de la organización del partido y la formación de nuevos cuadros.
En 1960, fue elegido en miembro del Politburó. Para 1963, se había convertido en una prominente miembro del partido comunista y del gobierno soviético. Como protegido y camarada cercano del líder soviético Nikita Jrushchov, viajó con él a la sede de las Naciones Unidas en 1960. Podgorni actuó como emisario soviético en Checoslovaquia, Alemania Oriental, Canadá y Yugoslavia. Durante el gobierno, Podgorni fue uno de los miembros más liberales dentro del liderazgo soviético, incluso más liberal que el presidente del Consejo de Ministros, Alekséi Kosyguin. 
Podgorni perdió brevemente el favor de Jrushchov en 1961 cuando culpó a los malos rendimientos de maíz en la República Socialista Soviética de Ucrania por el "mal tiempo", mientras que Jrushchov afirmó que las cosechas habían sido "robadas" y "hurtadas". Sin embargo, en 1962, Podgorni le informó a Jrushchov que la producción agrícola había aumentado nuevamente: bajo el liderazgo de Podgorni, la República Socialista Soviética de Ucrania había duplicado el suministro de granos con respecto al año anterior. Debido a su manejo de la agricultura, varios comentaristas de otros países vieron a Podgorni como uno de los muchos herederos potenciales de Jrushchov.
Participó en la conspiración iniciada por Leonid Brézhnev para destituir a Jrushchov; en 1964 para destituir a Jrushchov como Primer Secretario y Presidente del Consejo de Ministros, Podgorni y Brézhnev apelaron al Comité Central, culpando a Jrushchov de los fracasos económicos y acusándolo de voluntarismo y conducta inmodesta. Influenciados por Brézhnev y sus aliados, los miembros del Politburó votaron para destituir a Jrushchov de su cargo.

### Como presidente del Presídium
En 1965, Podgorni fue elegido como presidente del Presídium del Sóviet Supremo durante su VII convocatoria, reemplazando a Anastás Mikoyán. Durante su gestión, el Sóviet Supremo y su presídium adquirieron un mayor poder, teniendo superioridad al Consejo de Ministros, por lo que Podgorni tuvo frecuentes desacuerdos con Alekséi Kosyguin. En 1965, durante una visita a Bakú, Podgorni criticó el manejo de la economía de la industria pesada, lo que causó que Brézhnev se opusiera, con el apoyo de Aleksándr Shelepin, el presidente de la KGB. Llamó a la exportación de gas a los países occidentales "la venta de Siberia".
La posición de Podgorni fue constantemente amenazada por Brézhnev y sus aliados. En un artículo en Ekonomicheskaya Gazeta de febrero de 1965, el periódico criticó la organización del partido en Járkov que había encabezado anteriormente Podgorni, pero también su gestión de la economía. Al criticar indirectamente a Podgorni, el artículo planteó dudas sobre sus calificaciones como miembro destacado de la dirección soviética. El discurso que realizó en Bakú criticando a Brézhnev tuvo un efecto decisivo en la carrera de Podgorni; ya que en vez de atacar solamente a  Brézhnev y Shelepin, era una crítica a todos los miembros del liderazgo. Para empeorar aún más las cosas para Podgorni, Mijaíl Súslov, que se había mantenido al margen del conflicto, se puso del lado de Brézhnev y calificó sus puntos de vista como "revisionistas". Más tarde, en diciembre de 1965, Podgorni renunció a su puesto en la Secretaría. Según Iliá Zemstov, su salida de la Secretaría marcó el fin de su deseo de asumir la Primera Secretaría. 
En 1971, en el 24.º Congreso del Partido afirmó el estatus de Brézhnev y Kosyguin como las figuras actuales de más alto rango del liderazgo, pero Podgorni, sin embargo, demostró que seguía siendo un actor importante en la política soviética al encabezar delegaciones a China y Vietnam del Norte más tarde ese año.  A medida que Brézhnev adoptaba posiciones más liberales, Podgorni atrajo el apoyo de los comunistas de línea dura al oponerse a su postura conciliadora hacia Yugoslavia, los acuerdos de desarme con Occidente y presionar a Alemania Oriental para que accediera a las negociaciones de Berlín. En el Politburó, Podgorni podía contar con el apoyo de Guennadi Vóronov y Petró Shélest.[cita requerida ] Además, cuando Podgorni y Kosyguin realmente acordaban algo, Brézhnev se encontraría en minoría y se vería obligado a seguir sus decisiones. Sin embargo, tal oportunidad a menudo se ignoraba debido a la frecuencia con la que Podgorni se encontraba en conflicto con Kosyguin por cuestiones de política. En última instancia, el liderazgo colectivo quedó impotente a fines de la década de 1970, cuando Brézhnev logró el control total del Politburó.
En 1967, justo antes del estallido de la Guerra de los Seis Días, Podgorni entregó un informe de inteligencia al vicepresidente egipcio Anwar Sadat que afirmaba, falsamente, que las tropas israelíes se estaban concentrando a lo largo de la frontera con Siria. Ese mismo año, entabló un diálogo con el Papa Pablo VI como parte de la ostpolitik del pontífice; el resultado fue una mayor apertura de la Iglesia católica en Europa del Este. En 1971, Podgorni realizó dos visitas de estado, la primera a la República Popular China y la segunda a Vietnam del Norte; Kosyguin visitó Canadá mientras que Brézhnev visitó Yugoslavia. Podgorni visitó con frecuencia Vietnam del Norte durante la guerra de Vietnam para discutir las relaciones exteriores soviético-vietnamitas. En 1973, Podgorni visitó Finlandia y Afganistán, gobernado por Mohammed Daud Khan. 
La reducción de los poderes del Sóviet Supremo y su Presídium en el proyecto de constitución de 1977 significó el debilitamiento de la posición de poder de Podgorni. Brézhnev conspiró para expulsar a Podgorni ya en 1970. La razón era simple: Brézhnev estaba en tercer lugar, mientras que Podgorni en primero en el ranking de protocolo diplomático soviético. Desde septiembre de 1970, Brézhnev intentó formar una oposición en el Politburó para expulsar a Podgorni. Según Time , "Hubo algunas especulaciones en Moscú" de que si Brézhnev no lograba destituir a Podgorni, establecería un Consejo de Estado inspirado en las instituciones que se encuentran, por ejemplo, en Alemania Oriental (Staatsrat), así como en la República Popular de Bulgaria y en la República Socialista de Rumania. El puesto de presidente del Consejo de Estado le daría a Brézhnev el puesto más alto del estado y del partido en la URSS. Los partidarios de Brézhnev no pudieron, y ni siquiera intentaron, destituir a Podgorni del puesto de jefe de Estado en el pleno del Comité Central de 1970. Brézhnev solo podía contar con cinco votos, mientras que otros siete miembros del Politburó se opusieron a otorgarle más poder a Brézhnev. En tales circunstancias, la élite soviética condenaría la destitución de Podgorni por violar el principio de liderazgo colectivo.
A principios de la década de 1970, Brézhnev fortaleció la posición de Podgorni a expensas del primer ministro Kosyguin al otorgar poderes ejecutivos al Presidium. Como resultado de estos cambios, el cargo de Presidente del Presídium pasó de ser un cargo mayoritariamente honorífico a ser el segundo cargo más importante de la URSS. Satisfecho por la extensión de los poderes otorgados al Sóviet Supremo, Podgorni vio pocas amenazas para su posición, incluso si una resolución del Comité Central de 1971 había pedido la expansión de las actividades del Partido en los Soviets. 

### Destitución
Sin embargo, sin el conocimiento de Podgorni, Brézhnev se sintió amenazado por su nueva autoridad y ordenó a Konstantín Chernenko que revisara la Constitución Soviética de 1936 en busca de una forma de debilitar la posición de Podgorni. Resultó que no había ninguna bajo la ley soviética actual. Como jefe de Estado, Podgorni podía bloquear cualquier medida tomada por Brézhnev para reducir sus poderes.[ cita requerida ] La solución de Chernenko a este dilema fue convertir en ley que el líder del partido también podría convertirse en presidente del Presídium. En consecuencia, se redactó una nueva constitución para incluir tal disposición. El 7 de octubre de 1977, la Constitución soviética de 1977 que afirmaba la supremacía del Partido en la sociedad soviética fue aprobado por la dirección soviética. La aprobación de la Constitución soviética de 1977 se considera la sentencia definitiva del poder de Podgorni. El 24 de mayo de 1977, el Politburó del Comité Central del PCUS, a sugerencia de Grigori Románov, retiró por unanimidad a Podgorni de su membresía, dejándolo sólo como miembro del Comité Central. El 16 de junio de 1977, Nikolái Podgorni renunció al cargo de Presidente del Presídium del Sóviet Supremo de la URSS, habiéndose retirado. Este cargo fue ocupado por el propio Brézhnev, sin embargo, debido a su empleo para la implementación diaria de las funciones del Presidente, la nueva Constitución preveía el cargo de su primer adjunto, que ocupaba Vasili Kuznetsov desde el 7 de octubre de 1977. Podgorni era, antes de su destitución, el segundo hombre más poderoso de la Unión Soviética, detrás de Brézhnev pero por delante del primer ministro Kosyguin. En el momento de su dimisión, Podgorni era considerado por los sovietólogos occidentales como el segundo miembro más influyente del Politburó después de Brezhnev, aunque hubo algunos que previeron la caída de Podgorni, la decisión de expulsar a Podgorni del Politburó tomó al mundo por sorpresa. Los medios soviéticos dijeron al pueblo soviético que se había retirado debido a su postura contra la distensión y la producción de más bienes de consumo, siendo criticado por eso. Podgorni finalmente perdió su presidencia del Presídium el 16 de junio de 1977.

### Últimos años
La vida de Podgorni después de su renuncia no está bien documentada. La última mención de él en los principales medios soviéticos fue su reunión con Urho Kekkonen, el presidente de Finlandia. Nunca hubo ninguna explicación, ni una denuncia de él, por parte de las autoridades soviéticas.  Podgorni retuvo su asiento en el Soviet Supremo después de su caída. Fue visto en la recepción del 61 aniversario de la Revolución de Octubre en el Gran Palacio del Kremlin en noviembre de 1978 por Tokichiro Uomoto, el embajador japonés en la Unión Soviética. Podgorni habló con Brézhnev, Kosyguin y luego con Andréi Gromiko, todos los cuales parecían avergonzados por la presencia de Podgorni, según Uomoto. Poco después de este incidente, Podgorni perdió su escaño en el Sóviet Supremo. En la Galería Tretyakov, Podgorni fue eliminado de la pintura de 1977 de los líderes soviéticos en la Plaza Roja de Dmitry Nalbandyan, en la que Podgorni se encontraba entre Brézhnev y Kosyguin. Podgorni murió de cáncer en Kiev el 12 de enero de 1983 y fue enterrado en Moscú en el cementerio de Novodévichi.
Podgorni fue condecorado con varios premios. Recibió cinco Órdenes de Lenin, una Orden de la Bandera Roja y varias medallas, además de recibir varios premios de estados extranjeros de Bangladés, la República Popular de Bulgaria, la República Popular de Mongolia, la República Socialista Checoslovaca y Finlandia.

## Vida privada
Se casó con Elena Podgornaya, con quien tuvo un hijo, Anatoli, quien fue miembro de la Academia de Ciencias, y una hija, Natalia, quien fue profesora asociada del departamento de enfermedades de la Universidad Médica Estatal de Moscú. Se sabe que a Podgorni le gustaba el ajedrez.

## Premios y condecoraciones

### Unión Soviética
- Medalla «Hoz y Martillo» (1963, 1973)
- Orden de Lenin (1957, 1958, 1963, 1971, 1973)
- Orden de la Bandera Roja del Trabajo (1948)
- Medalla de los Trabajadores Distinguidos (1959)
- Insignia de 50 años de permanencia en el PCUS

### Otros países
- Orden del León Blanco (1970, Checoslovaquia)
- Orden de la Rosa Blanca de Finlandia (Finlandia)
- Orden de la Estrella de Somalia (Somalia)
- Medalla del 2500 aniversario de la fundación del Imperio Persa (Irán)